# Max Boëtius
Max Franz Boëtius (* 7. Dezember 1889 in Tetschen, Österreich-Ungarn; † 3. Juli 1972 in Dresden) war ein deutscher Chemiker und Hochschullehrer.

## Leben
Er war der Sohn des Tetschener Kaufmanns Georg Max Boëtius und dessen Ehefrau Marie geb. Philipp. Nach dem Schulbesuch in Tetschen studierte er ab 1909 Chemie an der Technischen Hochschule Dresden. Als Student wurde er Mitglied der Burschenschaft Arminia Dresden im ADB (heutige Burschenschaft Arminia-Gothia Braunschweig). Er promovierte 1922 zum Dr.-Ing. 1929 habilitierte er sich an der TH Dresden. Dort wurde er 1937 zum außerplanmäßigen außerordentlichen Professor und 1941 zum planmäßigen außerordentlichen Professor für Organische Chemie ernannt. 1946 wurde er ordentlicher-öffentlicher Professor für Organische Chemie sowie Direktor des Instituts für Chemie und Leiter der Abteilung für Chemie und Biologie an der TH Dresden. 1956 wurde er emeritiert. Er war spezialisiert auf medizinische Grenzgebiete und Mikrochemie.
Boëtius starb 1972 im Alter von 82 Jahren in Dresden. Seine Urne wurde im Urnenhain Tolkewitz beigesetzt.

## Schriften (Auswahl)
- Über die Fehlerquellen bei der mikroanalytischen Bestimmung des Kohlenstoffes und Wasserstoffes nach der Methode von Fritz Pregl. Chemie-Verlag, Berlin 1931.
- (mit anderen Autoren): Über die Kondensation substituierter Cyanguanidine . 1958.
- (mit anderen Autoren): Ultramikrobestimmung des Stickstoffs in organischen Verbindungen. 1960.